# Returnil Virtual System
Returnil Virtual System — проприетарная утилита для Microsoft Windows, являющяяся изолированной программной средой, которая предназначена для предотвращения заражения или изменению системы от вредоносных и потенциально опасных программ.

## Описание
Во время запуска Returnil Virtual System делает дубликат полной операционной системы, после чего утилита создаёт виртуальную среду на компьютере. Вместо оригинальной операционной системы пользователь начинает работать с копией созданного образа. В изолированной среде можно также осуществлять различного рода действия, к примеру, удалять, копировать или перемещать файлы/папки, выполнять онлайн-действия. Все записи и изменения хранятся в кэше (кэш может быть сохранен на жёсткий диск или частично в оперативной памяти). По желанию, пользователь может создать список исключений для конкретных файлов или целого раздела диска, изменения и запись которых будет происходить в оригинальной операционной системе, а не в изолированной виртуальной среде.
Во время защиты сессии, все разделы жёсткого диска, папки и файлы, которые были указаны в «Защите файлов», надёжно защищены. Этот метод позволяет обезопасить себя от всякого рода вирусов, spyware, сетевых червей, троянов и прочих зловредных модулей, которые могут нарушить работу системы. Для того, чтобы восстановить систему в первоначальное состояние, достаточно выполнить перезагрузку компьютера.
Также Returnil Virtual System включает в себя антивирус с технологией быстрого и полного сканирование системы в реальном времени. Антивирусный движок был разработан FRISK Software International.

## Возможности
- Автоматическое удаление вредоносного программного обеспечения.
- Восстановление системы после фатальных сбоев.
- Мгновенный откат системы в первоначальное состояние.
- Антивирусный сканер.

## Издания
Существует бесплатная редакция «Home Free», она не требует денежного перевода разработчиками, но в ней отсутствуют ряд функций, в числе которых нет возможности составления списка файлов, которые будут сохраняться при работе в защищённом режиме, отсутствие работы в оригинальной среде, не выгружая виртуальную.
А также редакция «Home Classic», она является платной, но в неё не включён антивирусный сканер и «Home Lux», которая включает все базовые возможности работы песочницы, а также антивирусный сканер.

## Некоторые недостатки
- Вредоносные программы могут вызывать проблемы со стабильностью, пока система не будет восстановлена в своё первоначальное состояние. Некоторые виды malware могут украсть конфиденциальную информацию, в частности Data Mining, под защитой Returnil Virtual System.
- Returnil Virtual System защищает только системный раздел, поэтому от заражения не защищены другие, к примеру, те, которые создаёт сама утилита.
- Главная загрузочная запись полностью заблокирована от всех изменений. В некоторых случаях это приводит к проблемам в работе с некоторыми приложениями.
- Returnil Virtual System не совместим с динамическими разделами.